# Intel 8051
L'Intel 8051 és un microcontrolador dissenyat per Intel l'any 1980 per a dispositius integrats. Té una arquitectura de 8 bits i va ser força utilitzat durant els anys 80 i principis dels 90. Més endavant, però, es va veure superat per dissenys similars duts a terme per altres empreses, com ara els de la casa Atmel.
Les versions actuals d'aquest controlador utilitzen tecnologia CMOS, de més baix consum que la NMOS, però la versió original del microcontrolador treballava amb la segona. El 8051 té un joc d'instruccions més reduït que el del microprocessador Intel 8086, obligant a fer les comparacions mitjançant lògica binària en comptes d'utilitzar directament instruccions de comparació i salt. Es fa ús d'una operació lògica o comparació i després s'utilitzen els flags que s'hagin activat per saber si s'ha de saltar o no.

## Característiques i aplicacions destacades

Microarquitectura

- Conté moltes funcions (CPU, RAM, ROM, I/O, interrupcions, rellotge, etc.) en un sol paquet
- ALU i Registres de 8 bits, per tant és un microcontrolador de 8 bits
- Bus de dades de 8 bits, és a dir es disposa de posicions de memòria d'un byte
- Bus d'adreces de 16 bits, que corresponen a 64 Kb (65536 posicions) d'un byte cada una
- RAM integrada de 128 bytes ("Memòria de dades")
- Rom integrada de 4 Kb ("Memòria de programa")
- Port d'entrada/sortida de 4 bytes
- UART (port sèrie)
- Dos comptadors/temporitzadors de 16 bits
- Prioritat d'interrupcions de dos nivells
- Mode d'estalvi d'energia